# Redgranite
Redgranite – wieś w Stanach Zjednoczonych, w stanie Wisconsin, w hrabstwie Waushara.